# Бесово
Бесово (пол. Biesowo, нім. Groß Bössau) — село в Польщі, у гміні Біскупець Ольштинського повіту Вармінсько-Мазурського воєводства.
Населення — 315 осіб (2011).

## Демографія
Демографічна структура станом на 31 березня 2011 року:
|          | Загалом | Допрацездатний вік | Працездатний вік | Постпрацездатний вік |
| -------- | ------- | ------------------ | ---------------- | -------------------- |
| Чоловіки | 147     | 27                 | 107              | 13                   |
| Жінки    | 168     | 31                 | 105              | 32                   |
| Разом    | 315     | 58                 | 212              | 45                   |